# Benzion Witler
Benzion Witler (1907-1961) est un auteur-compositeur-interprète et acteur juif originaire de Belz en Galicie, nationalisé Américain. Il est notamment connu pour ses chansons en yiddish.